# Chyliza annulipes
Chyliza annulipes är en tvåvingeart som beskrevs av Macquart 1835. Chyliza annulipes ingår i släktet Chyliza och familjen rotflugor. Arten är reproducerande i Sverige. Inga underarter finns listade i Catalogue of Life.